# Гарагузо
Гарагу̀зо (на италиански: Garaguso) е село и община в Южна Италия, провинция Матера, регион Базиликата. Разположено е на 492 m надморска височина. Населението на общината е 1108 души (към 2013 г.).